# How A Heart Breaks
«How A Heart Breaks» es el cuarto sencillo oficial del actor y cantautor canadiense Drew Seeley, de su álbum The Resolution, lanzado en el 2011.

## Información
La canción fue compuesta por Drew Seeley y Justin Gray, producida por este último.
Apareció primeramente en el EP de Seeley The Resolution - Act 3, como parte de la promoción del lanzamiento oficial del álbum The Resolution.

### Lista de canciones
| Descarga digital |                      |          |  |
| N.º              | Título               | Duración |  |
| 1.               | «How A Heart Breaks» | 4:15     |  |

## Video
Se lanzó un video oficial para el sencillo, donde se ve a Seeley en una situación romántica difícil con un antiguo amor, pero las cosas no salen bien para él. Fue dirigido y producido por Matt Drake y Chris McNally, y coproducido por Matt McInnis. Lanzado en iTunes el 16 de diciembre de 2011.